# تکرار می‌کنم
تَکرار می‌کنم یک کارزار سیاسی بود که پس از پیام سید محمد خاتمی برای دعوت مردم به منظور شرکت در  دوازدهمین دورهٔ انتخابات ریاست‌جمهوری ایران در سال ۱۳۹۶ شکل گرفت. خاتمی در این پیام ویدیویی از مردم خواسته بود تا به حسن روحانی رأی دهند. پیام‌های ویدیویی خاتمی در انتخابات‌های قبلی نیز منجر به پیروزی حداکثری جناح اصلاح‌طلبان در انتخابات مجلس شورای اسلامی (۱۳۹۵–۱۳۹۴)، انتخابات مجلس خبرگان رهبری (۱۳۹۴) و انتخابات ریاست‌جمهوری ایران (۱۳۹۲) شده بود.
خاتمی بعدها در رابطه با انتخابات ریاست‌جمهوری (۱۴۰۰) بیان کرد که حتی اگر تَکرار هم کند، دیگر مردم رای نخواهند داد.

## متن
خداوند انسان را حاکم بر سرنوشت خویش آفریده است و حق حاکمیت بر سرنوشت، از جمله در انتخابات اعمال می‌شود. هر چه انتخابات آزادتر و رقابتی‌تر، اعمال این حق آسان‌تر و میسرتر خواهد بود. مردم شریف و بزرگوار ایران در آستانه دو انتخابات مهم قرار گرفته‌اند. اگر آنان که مسؤول برگزاری انتخابات‌اند با سعه صدر به مسائل می‌نگریستند و وظایف قانونی خود را با خردمندی و همه‌جانبه‌نگری اعمال می‌کردند و چهره‌های شایسته، مورد احترام و اعتماد و شناخت مردم اجازه حضور در انتخابات می‌یافتند، بدون‌شک این انتخابات پرشورتر و کارآمدتر می‌شد.
تجربه نشان داده است که هرچه شرکت مردم در انتخابات بیشتر باشد و هرچه سلایق مختلف بیشتر و باشور و شوق بیشتری در انتخابات شرکت کنند، نتیجه انتخابات به‌خواست مردم، به‌مصلحت کشور و به‌آرمان‌های مردم نزدیک‌تر خواهد بود، ولی به هر حال هنوز هم کم نیستند چهره‌های شایسته‌ای که می‌توانند به درد ملت بخورند و مشکلات ملت را حل بکنند.
شرکت در انتخابات می‌تواند همه نقشه‌های دشمنان بیرونی و درونی کشور و انقلاب و مردم ما را نقش‌برآب کند و دارای نتایج و آثار ارزنده‌ای است. دولت محترم و رئیس‌جمهور را کمک می‌کند تا به تعهداتی که در مقابل مردم دارد بهتر و محکم تر عمل کند. از جمله پس از حل مسئله هسته‌ای و مسائل پسابرجام که می‌تواند بهره آن به مردم برسد و نیز اعمال برجام‌دو و ایجاد فضای بازتر و امن‌تر در عرصه سیاسی و فرهنگی و اقتصادی کشور که از وعده‌های رئیس‌جمهور محترم است می‌تواند راحت تر تحقق پیدا بکند. یک مجلس مستقل که در عین انجام وظایف خود می‌تواند همسو و همراه با رئیس‌جمهور و شعارهای اصلی او باشد برای مردم ما بسیار مفید است.
بعد از گام‌اول که با موفقیت در سال ۱۳۹۲ برداشته شد این ائتلاف، گام دوم را برای مجلس برمی‌دارد. با ائتلاف قابل تقدیری که از سوی اصلاح طلبان و دیگر نیروهای علاقه‌مند به دولت و ملت پدید آمد اینک دو فهرست در اختیار مردم است، یکی برای مجلس شورای اسلامی و دیگری برای مجلس خبرگان
پیشنهاد من این است که همه جریانات توافق کنند که لیست‌ها به نام لیست‌امید در اختیار مردم قرار بگیرد.
ضمن احترام به همه نامزدهای حاضر در عرصه انتخابات و به همه جریانات فعال در انتخابات عرض می‌کنم که آنان که به صلاح و پیشرفت کشور، به اصلاح امور و به رفع تهدیدها و تنگناها می‌اندیشند بکوشند تا با رأی دادن به هر دو فهرست، به تمامی افراد هر دو فهرست، تکرار می‌کنم به تمامی افراد هر دو فهرست گامی در جهت سربلندی کشور، تقویت امنیت و ثبات کشور و بهبود و اصلاح امور بردارند.
همه با هم پیش به سوی صندوق‌های رأی و از آنجا به‌سوی فردایی که در آن ایران، آبادتر، آزادتر و به خواست‌ها و آرمانهای ملت نزدیک‌تر است.
همه با هم به پیش به سوی سربلندی و اصلاح امور

## واکنش‌ها
- علی شکوری‌راد، رئیس حزب اتحاد ملت ایران اسلامی: تکرار می‌کنم خاتمی به دل‌ها نشست وقتی اصلاح طلب‌ها به یک لیست مشترک رسیدند، رهبر اصلاحات پیامی داد که خیلی خوب در جامعه شنیده شد. اگر اصلاح طلب‌ها نمی‌توانستند به یک انسجام برسند آن پیام به این میزان تأثیر گذار نمی‌شد.
- قاسم میرزایی نیکو، نماینده دماوند: تکرار می‌کنم خاتمی تأثیر بسزایی در پیروزی حسن روحانی داشت.
- محمد نعیمی پور، رئیس ستاد اتحاد ملت: محمد خاتمی با یک تکرار می‌کنم جریان انتخابات را تغییر داد.
- روزنامه آرمان، مطهره شفیعی: درانتخابات۹۴ و۹۶ اوج همگرایی جریان اصلاحات و تبعیت آنها از رهبری واحد این جریان بود چنان‌که دو کلمه «تکرار می‌کنم» تأثیرگذاری بالایی در رأی جامعه به لیست امید مجلس و حسن روحانی داشت
- بهزاد نبوی: به دلیل همان مواضع عاقلانه است که امروز وقتی می‌گوید «تکرار می‌کنم» مردم هوشمندانه حمایت می‌کنند. مردم پی برده‌اند که وی اصلاح‌طلب، مدافع حقوق آنان و در عین حال شخصیتی معتدل و عاقل است.[۱۲][۱۳][۱۴][۱۵][۱۶]

## اقدامات قضایی
ساعاتی پس از انتشار پیام محمد خاتمی در حمایت از حسن روحانی، منجر به دستور مقام‌های قضایی برای حذف این پیام تصویری از کانال‌های تلگرامی شد.
هم چنین حسن روحانی در واکنش به محدودیت‌های جدید خاتمی خاطر نشان کرد اگر کسی تَکرار کند که مردم پای صندوق بیایند باید تنبیه شود؟

## جستارهای پیوسته
- سید محمد خاتمی
- حسن روحانی